# Šušnjevci
Šušnjevci falu Horvátországban, Bród-Szávamente megyében. Közigazgatásilag Bukolyához tartozik.

## Fekvése
Bród központjától légvonalban 9, közúton 15 km-re északkeletre, községközpontjáról légvonalban 4, közúton 9 km-re északra, Szlavónia középső részén, a Dilj-hegység déli lejtőin fekszik.

## Története
A település neve a „šušanj” (avar) főnévből származik. 1464-ben „Swsnewchy” alakban említik a grabarjai Beriszlók zálogbirtokai között.
Lakossága a török megszállás után is helyben maradt, de melléjük a törökök segédcsapataiként pravoszláv vlachok érkeztek. A török kiűzése során a lakosság is eltávozott és a falu puszta maradt. Ezután Boszniából katolikus horvát menekültek telepedtek itt le. 
 1698-ban „Susnyevczy” néven hajdútelepülésként szerepel a török uralom alól felszabadított szlavóniai települések összeírásában. 1730-ban az egyházi vizitáció jegyzőkönyve 11 katolikus és 13 pravoszláv házzal és Szent Lőrincnek szentelt kápolnával említi. Az 1734-es feljegyzésben a falu végén említenek egy Szent Mihálynak szentelt régi falazott templomot, melynek falai és tetőzete rossz állapotban van. 1746-ban 4 katolikus ház és a Szent Anna kápolna állt a településen. 1758-ban részletes leírást adnak a Szent Mihály templomról. A kőből és részben fából épített templom 20 méter hosszú és 4 méter széles volt. Deszkából épített kórusa és Szent Mihály oltárképe mellett egy Szűz Mária szobra is volt. Torony nélkül állt és körülötte volt a falu temetője, ahova több környékbeli falu lakossága is temetkezett. 1760-ban az egyházi vizitáció 10 házat számlált itt 10 családdal és 61 katolikus lakossal. A pravoszlávok 9 házban laktak. A katonai határörvidékek megszervezése után a bródi határőrezredhez tartozott.
Az első katonai felmérés térképén „Schussnievcze” néven található. Lipszky János 1808-ban Budán kiadott repertóriumában „Sussnyevcze” néven szerepel. Nagy Lajos 1829-ben kiadott művében „Sushnyevcze” néven 50 házzal, 126 katolikus és 129 ortodox vallású lakossal találjuk. A katonai közigazgatás megszüntetése után 1871-ben Pozsega vármegyéhez csatolták.
A településnek 1857-ben 230, 1910-ben 398 lakosa volt. Pozsega vármegye Bródi járásának része volt. Az 1910-es népszámlálás adatai szerint lakosságának 45%-a szerb, 39%-a horvát, 13%-a magyar anyanyelvű volt. Az első világháború után 1918-ban az új szerb-horvát-szlovén állam, majd később (1929-ben) Jugoszlávia része lett. 1991-től a független Horvátországhoz tartozik. 1991-ben lakosságának 49%-a horvát, 33%-a szerb, 17%-a jugoszláv nemzetiségű volt. 2011-ben a településnek 258 lakosa volt.

## Lakossága
| Lakosság változása | Lakosság változása | Lakosság változása | Lakosság változása | Lakosság változása | Lakosság változása | Lakosság változása | Lakosság változása | Lakosság változása | Lakosság változása | Lakosság változása | Lakosság változása | Lakosság változása | Lakosság változása | Lakosság változása | Lakosság változása |
| ------------------ | ------------------ | ------------------ | ------------------ | ------------------ | ------------------ | ------------------ | ------------------ | ------------------ | ------------------ | ------------------ | ------------------ | ------------------ | ------------------ | ------------------ | ------------------ |
| 1857               | 1869               | 1880               | 1890               | 1900               | 1910               | 1921               | 1931               | 1948               | 1953               | 1961               | 1971               | 1981               | 1991               | 2001               | 2011               |
| 230                | 224                | 242                | 340                | 343                | 398                | 383                | 391                | 568                | 422                | 352                | 311                | 275                | 239                | 266                | 258                |

## Nevezetességei
Szent Mihály tiszteletére szentelt római katolikus templom a falu központjában az azonos nevű téren áll, a trnjani plébánia filiája. A történeti adatok arra utalnak, hogy a régi šušnjevci templomot 1414-ben kezdték építeni, egy régebbi templom romjain, amelyet Szent Mártonnak szenteltek. A templom a helyi temetőben állt. Egy 1623-as feljegyzés szerint az akkori egyházközséget a velikei kolostor ferences szerzetesei irányították. Mivel közben a falu közepén a Szent Márk kápolna is felépült a régi plébániatemplomot fokozatosan és egyre inkább elhanyagolták. Az idő múlásával a templom további károkat szenvedett. A törökök is rombolták, majd értékes berendezését és harangját Vrhovinába, a mai trnjani plébániatemplomba vitték át. Végül, miután 1851-ben használatát felfüggesztették, a templomot 1922-ben bezárták.
A mai templomépületet 1926-ban építtették fel egy üres telekre, 60 m2-es alapterülettel. Égetett téglából épült, különálló épületként, a homlokzat egyszerű kialakításával, az akkori idők szellemében építve. Téglalap alakú, egyhajós templom, félköríves szentéllyel, az épület szélességénél kissé szűkebb átmérővel. Az épület északkeleti részén egy téglalap alakú sekrestye található. A templomnak egy négyszögletes alakú harangtornya van, amelyet három oldalról kisebb téglalap alakú, félköríves záródású ablaknyílások tagolnak. A tornyot piramis alakú toronysikak fedi.

## Oktatás
A településen a bródi „Bogoslav Šulek” alapiskola négy osztályos területi iskolája működik.